# Écoles italiennes de peinture
Les écoles italiennes de peinture définissent les différents mouvements artistiques (ou écoles) en peinture qui se sont développés, répandus depuis leur ville d'origine et sont des termes communément admis dans les commentaires sur la production artistique de l'Italie et les écrits des historiens de l'art.
On distinguera ce classement des mouvements en peinture occidentale comme la renaissance artistique italienne, le maniérisme, le baroque, le rococo, le classicisme, tous mouvements relatifs au style et qui se sont, eux, répandus dans toute l'Europe occidentale sans être rattachés à leur lieu d'origine (quand il existe).
Les principales sont : 
| - École florentine - École vénitienne - École véronaise - École de Ferrare | - École romaine - École siennoise - École lombarde - École génoise | - École de Parme - École de Mantoue - École de Crémone - École de Bologne | - École de Forlì - École ombrienne - École napolitaine - École lucquoise | - École de Camerino - École piémontaise. |

Certaines sont regroupées dans les écoles giottesques par l'influence du peintre du Trecento, Giotto di Bondone : 
- école de Rimini
- L'école ombrienne
- L'école de Forlì
- L'école romaine
- L'école napolitaine
- L'école septentrionale

## Fondements
Il ne suffit pas qu'une ville commande des œuvres d'art pour susciter une école et une tradition picturales. Assise, par exemple, n'a jamais été à l'origine  d'une école de peinture malgré la venue de maîtres sur le chantier de la basilique, même si au XIVe siècle Tiberio d'Assise participe à la décoration de la cité. Mais la ville n'a alors pas pu susciter un esprit proprement civique : les écoles de peinture participent en effet d'un art laïc.

## Lieux d'origine

### École florentine
L'école florentine se développe en Toscane, à partir de la ville de Florence, à partir du XIIIe au XVIe siècle, par une peinture nouvelle rompant avec les principes de la peinture byzantine.

### École siennoise
L'école siennoise, qui s'étend  du XIVe au XVIe siècle en Toscane, approfondit la plus pure tradition byzantine, contrairement à l'école florentine.

### École vénitienne
L'école vénitienne est née au XIVe siècle dans la région de Venise.

### École de Ferrare
L'école de Ferrare naît avec la Renaissance. Elle est soutenue par la maison d'Este jusqu'en 1597 et se poursuit sous les influences des autres écoles de la région nord de l'Italie.

### École véronaise
L'école véronaise est née au Moyen Âge et dure jusqu'au XVIIIe siècle.

### École romaine
L'École romaine se développe à partir de la ville de Rome.

### École lombarde
L'école lombarde, elle, se définit sur la région de la Lombardie sans centre particulier.

### École piémontaise
L'école piémontaise, elle, se définit sur la région du Piémont avec son centre particulier dans la ville de Turin.

### École de Bologne
L'école bolonaise, de la fin du XVIe et du XVIIe siècle, à Bologne, et ses peintres, les premiers à promouvoir la peinture baroque en Italie et  l'Académie bolonaise des Incamminati des Carracci.

### École de Mantoue
L'école de Mantoue, en Lombardie…

### École de Crémone
L'école de Crémone, en Lombardie…

### École de Parme
L'école de Parme, en Émilie-Romagne initiée vers 1462, atteint son apogée avec le Corrège qui forme ses disciples. Elle entre en décadence au siècle suivant.

### École génoise
L'École génoise, en Ligurie rassemble les artistes baroques fortement influencés par les peintres flamands, dont certains ont résidé à Gênes comme Rubens.

### École de Rimini
L'école de Rimini rassemble les peintres ayant subi l'influence directe de Giotto lors de son passage dans la ville (avant 1309, peut-être 1303) et s'étant dissoute vers 1350.

### École de Forlì
L'école de Forlì rassemble les peintres actifs à  Forlì en Émilie-Romagne et sous l'influence du style de Giotto.

### École ombrienne
L'école ombrienne rassemble les peintres actifs dans la région de Pérouse en Ombrie.

### École napolitaine
- L'école napolitaine rassemble les peintres actifs dans la région de Naples, en Campanie, et des Pouilles et de la Calabre, proches du XVe au XVIIIe siècle (la direction prise par la seule peinture de paysage à Naples au XIXe siècle se nommant depuis, École du Pausilippe, Scuola di Posillipo.)

### École lucquoise
- L'école lucquoise rassemble les peintres actifs dans la région de Lucques en Toscane.

### Scuola Stampacina
- La Scuola Stampacina rassemble les peintres du quartier Stampace de Cagliari en Sardaigne

## Sources